# Consell Nacional d'Educació
El Consell Nacional d'Educació (CNE) va ser un organisme espanyol de caràcter consultiu en matèria d'educació establert el 1940 pel govern colpista franquista.

## Història
Va reemplaçar el Consell Nacional de Cultura del període republicà creat el 1932 (alhora hereu del Consell Nacional d'Instrucció Pública), amb un petit increment en les seves atribucions. Va ser implantat mitjançant la llei de 13 d'agost de 1940 (pel que sembla redactada per Luis Ortiz Muñoz i retocada pel ministre d'Educació Nacional José Ibáñez Martín) i es va dotar d'una estructura que remetia als pressupostos nacionalcatòlics del nou règim. En bona part replicava el projecte de creació del Consell Nacional d'Educació i Cultura elaborat el 1938 pel llavors ministre Pedro Sainz Rodríguez. Al llarg de la seva primera època (1940-1952) la seva línia va marxar paral·lela amb la del respectiu responsable de la cartera d'Educació i el propi ministre en va ser el màxim responsable formal fins al nomenament del primer president de l'organisme el 1948, Wenceslao González Oliveros, que romandria en el càrrec fins a 1962. Va ser reemplaçat per Carlos Ruiz del Castillo y Catalán de Ocón, que al seu torn va ser destituït del càrrec al juliol de 1968 i reemplaçat per Enrique Gutiérrez Ríos.
L'ens es va reformar substancialment el 1952, quan es va modificar-ne la forma d'elecció de consellers i es va adoptar una més marcada per la idea d'un repartiment orgànic entre «sectors» i «institucions» en la composició del consell.
Retocat superficialment amb la llei d'educació de 1970, va ser abolida el 1985, amb l'arribada del marc regulatori de la Ley Orgánica reguladora del Derecho a la Educación (LODE) i la creació del Consell Escolar de l'Estat.

## Presidents
- Wenceslao González Oliveros (1948-1962)
- Carlos Ruiz del Castillo y Catalán de Ocón (1962-1968)
- Enrique Gutiérrez Ríos (1968-1969)
- Federico Rodríguez y Rodríguez (1969-1974)
- Luis Sánchez Agesta (1974-1986)